# Smithsonia
Smithsonia là một chi thực vật có hoa trong họ, Orchidaceae.